# Campeonato de España de Ciclismo Contrarreloj
Los Campeonatos de España de Ciclismo Contrarreloj se organizan anualmente desde el año 1994 (aunque ya se disputaron ediciones en años anteriores) para determinar el campeón y campeona ciclista de España de cada año, en la modalidad. 
El título se otorga al vencedor de una única carrera, en la modalidad de contrarreloj individual. El vencedor (o vencedora) obtiene el derecho a portar un maillot con los colores de la bandera española hasta el campeonato del año siguiente, cuando disputa pruebas contrarreloj.
En tres periodos (1927-1949, 1958-1961 y 1966-1968) la competición se disputó en formato contrarreloj, aunque el ganador obtenía el título de Campeón de España absoluto, no como en la actualidad donde ambas disciplinas están diferenciadas. No sería hasta 1994, cuando se estableció el título de campeón de España contrarreloj específicamente. 

## Palmarés

### Competiciones masculinas

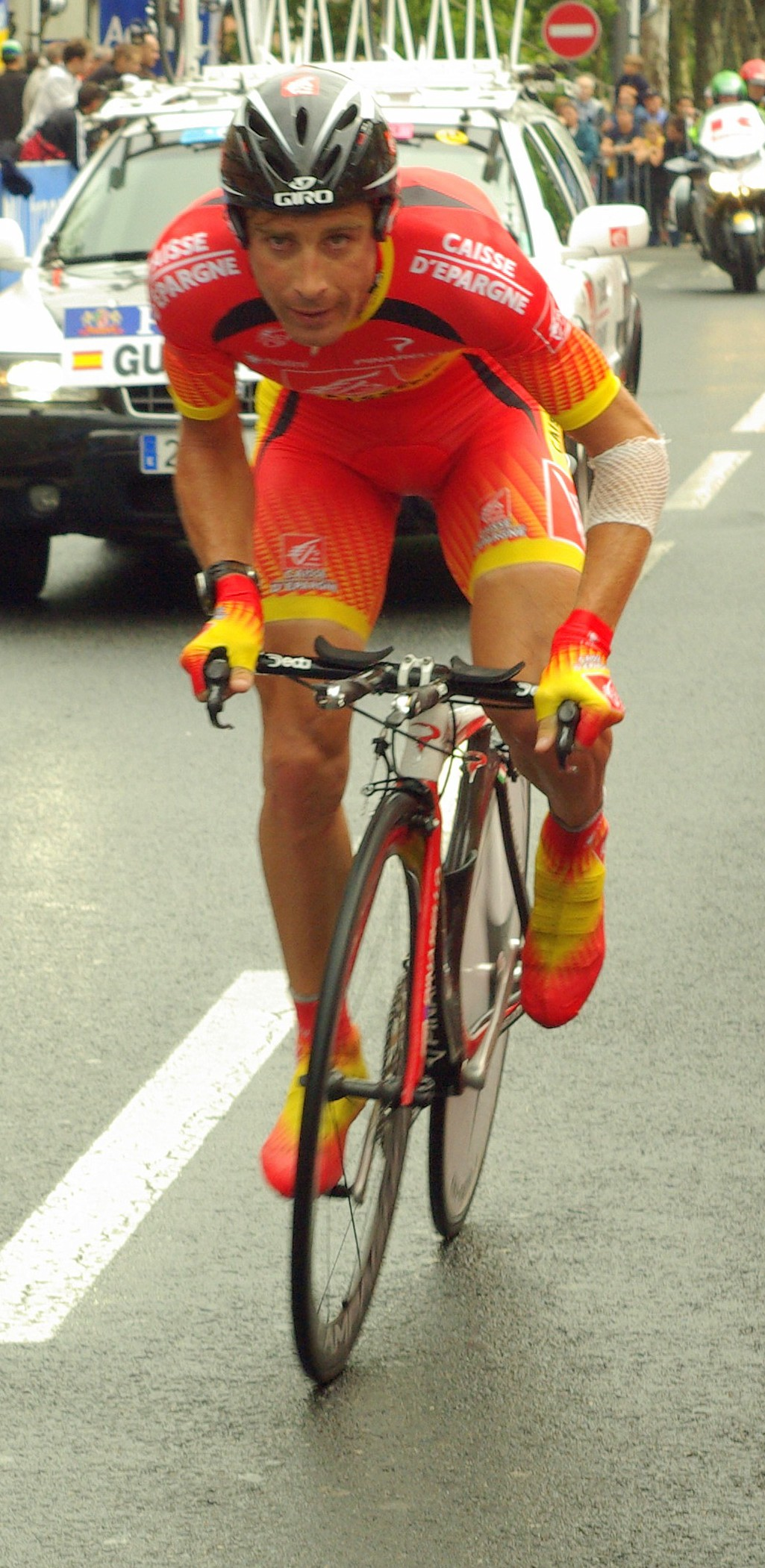
José Iván Gutiérrez con el maillot de Campeón de España CRI en 2007.

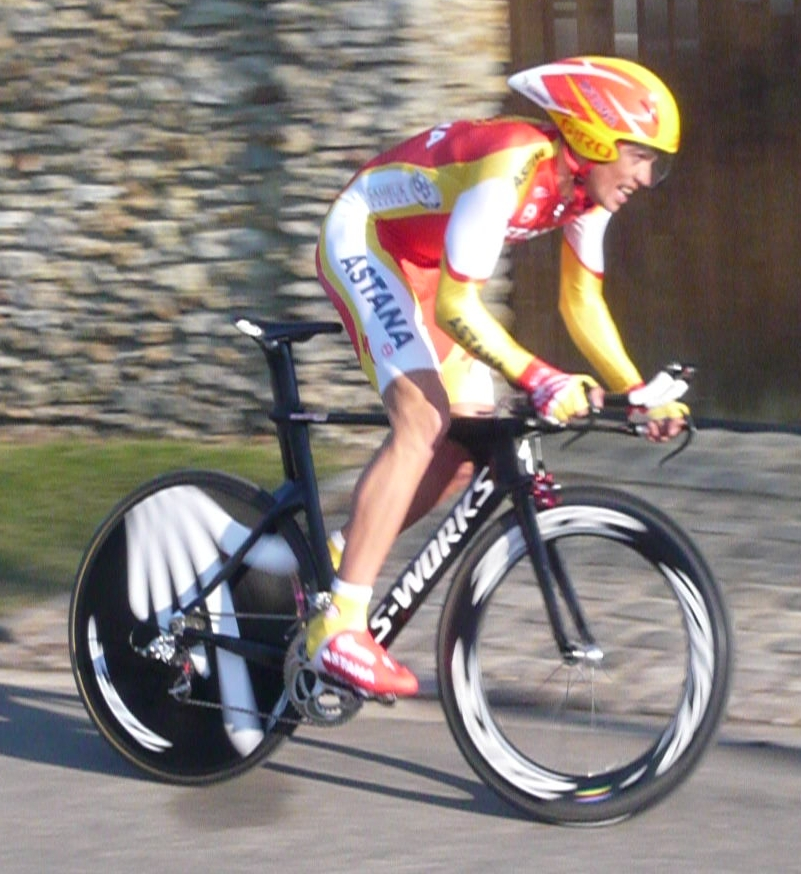
Alberto Contador luciendo el maillot en la París-Niza 2010.

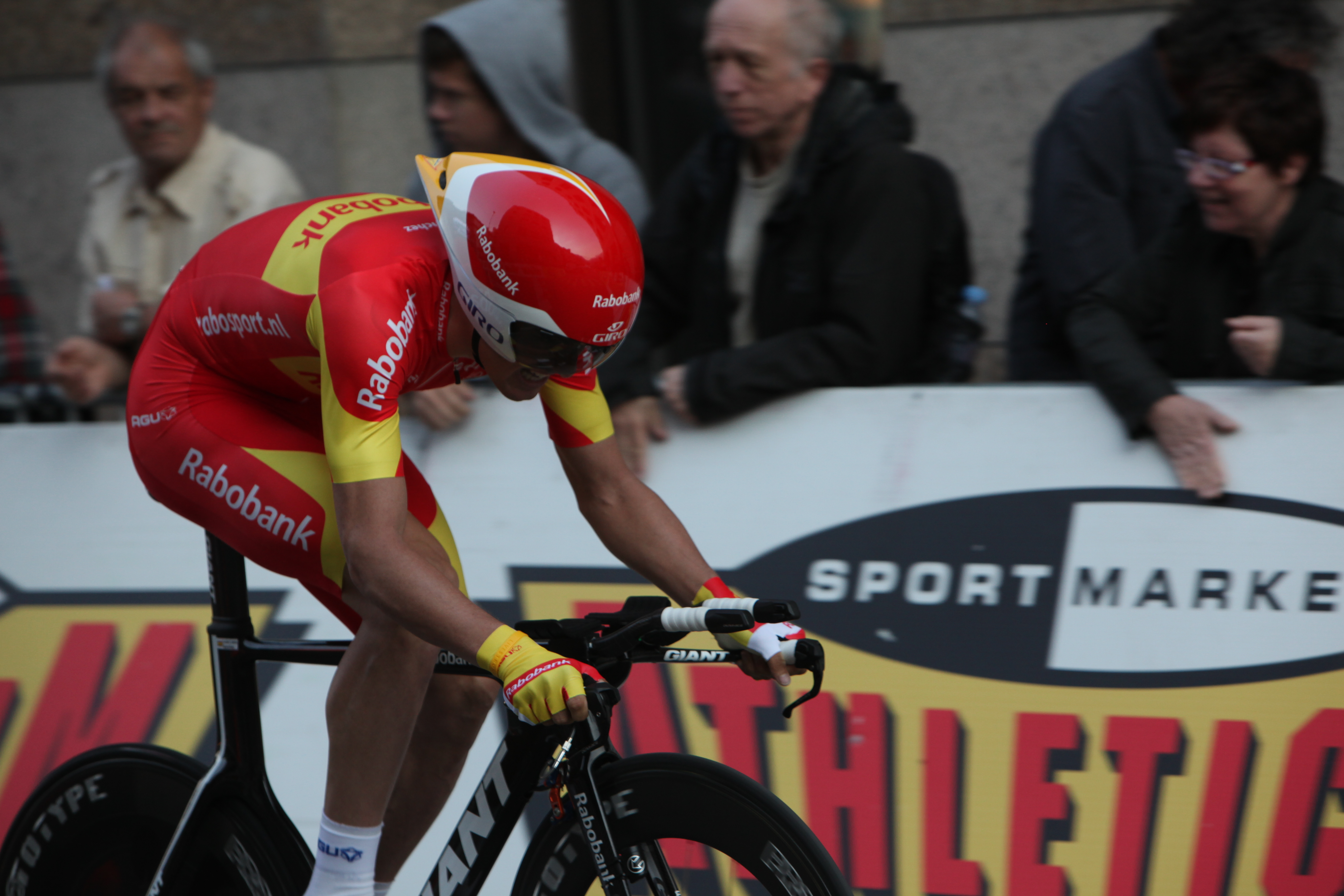
Luis León Sánchez con el maillot de Campeón de España CRI en 2011.

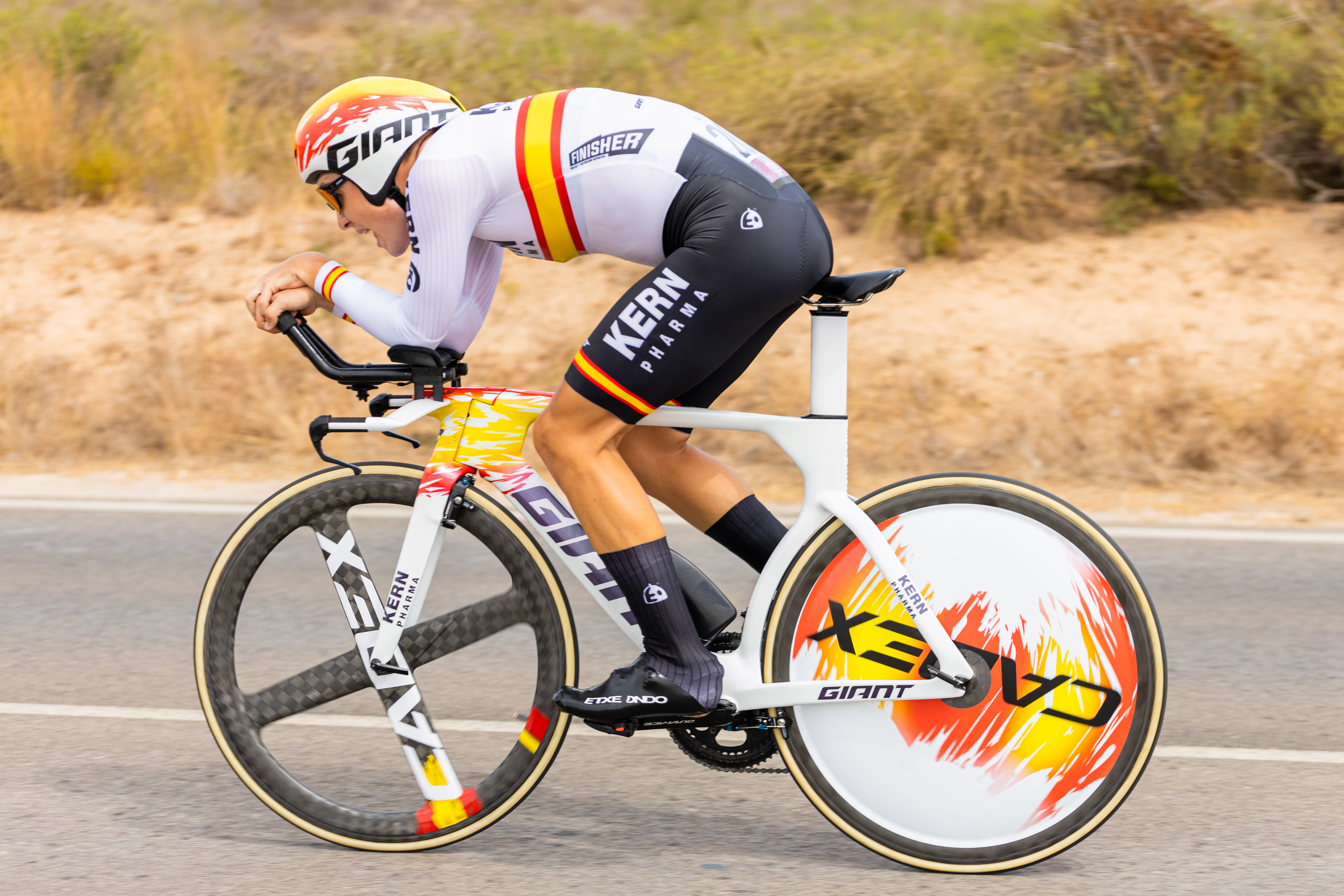
Raúl García Pierna con el maillot de Campeón de España CRI en la Vuelta a España 2022

#### Profesional
| Año  | Ganador                   | Segundo                     | Tercero                     |
| ---- | ------------------------- | --------------------------- | --------------------------- |
| 1994 | Abraham Olano             | Marino Alonso               | Aitor Garmendia             |
| 1995 | Melcior Mauri             | Ángel Casero                | Aitor Garmendia             |
| 1996 | Íñigo González de Heredia | Álvaro González de Galdeano | Jaime Hernández Bertrán     |
| 1997 | José Enrique Gutiérrez    | Joseba Beloki               | Juan Carlos Taboas          |
| 1998 | Abraham Olano             | Melcior Mauri               | Ángel Casero                |
| 1999 | Santos González           | Ángel Casero                | Álvaro González de Galdeano |
| 2000 | Iván Gutiérrez            | David Plaza                 | Álvaro González de Galdeano |
| 2001 | Santos González           | Antonio Tauler              | Sergi Escobar               |
| 2002 | Igor González de Galdeano | Antonio Tauler              | Álvaro González de Galdeano |
| 2003 | Íñigo Chaurreau           | Antonio Tauler              | Mikel Astarloza             |
| 2004 | Iván Gutiérrez            | Luis León Sánchez           | Igor González de Galdeano   |
| 2005 | Iván Gutiérrez            | Santos González             | Rubén Plaza                 |
| 2006 | Antonio Tauler            | Rubén Plaza                 | David Herrero               |
| 2007 | Iván Gutiérrez            | Luis León Sánchez           | Manuel Lloret               |
| 2008 | Luis León Sánchez         | Rubén Plaza                 | Iván Gutiérrez              |
| 2009 | Alberto Contador          | Luis León Sánchez           | Rubén Plaza                 |
| 2010 | Luis León Sánchez         | Iván Gutiérrez              | Rubén Plaza                 |
| 2011 | Luis León Sánchez         | Jonathan Castroviejo        | Iván Gutiérrez              |
| 2012 | Luis León Sánchez         | Jonathan Castroviejo        | Alejandro Marque            |
| 2013 | Jonathan Castroviejo      | Luis León Sánchez           | Rubén Plaza                 |
| 2014 | Alejandro Valverde        | Ion Izagirre                | Jonathan Castroviejo        |
| 2015 | Jonathan Castroviejo      | Gorka Izagirre              | Jesús Herrada               |
| 2016 | Ion Izagirre              | Jonathan Castroviejo        | Alejandro Valverde          |
| 2017 | Jonathan Castroviejo      | Mikel Landa                 | Jesús Herrada               |
| 2018 | Jonathan Castroviejo      | Gorka Izagirre              | Ion Izagirre                |
| 2019 | Jonathan Castroviejo      | Pello Bilbao                | Gorka Izagirre              |
| 2020 | Pello Bilbao              | Luis León Sánchez           | Gorka Izagirre              |
| 2021 | Ion Izagirre              | David de la Cruz            | Carlos Rodríguez            |
| 2022 | Raúl García Pierna        | Oier Lazkano                | Xabier Mikel Azparren       |
| 2023 | Jonathan Castroviejo      | Oier Lazkano                | Lluís Mas                   |
| 2024 | David de la Cruz          | Markel Beloki               | Raúl García Pierna          |

#### Sub-23
| Año  | Ganador                | Segundo                   | Tercero                  |
| ---- | ---------------------- | ------------------------- | ------------------------ |
| 1996 | Aitor González         | José Alberto Martínez     | Pablo Lastras            |
| 1997 | Aitor González         | Francisco Mancebo         | José Alberto Martínez    |
| 1998 | Ángel Sainz de la Maza | Unai Uriarte              | Aitor Silloniz           |
| 1999 | José Guillén           | José Emilio Cacho         | José Antonio Pecharromán |
| 2000 | Juan Gomis             | David Herrero             | Sergio Pérez             |
| 2001 | Iker Camaño            | David Herrero             | Alberto Contador         |
| 2002 | Alberto Contador       | Víctor Gomes              | Manuel Lloret            |
| 2003 | Juan José Cobo         | Víctor Gómez              | Manuel Lloret            |
| 2004 | Eladio Sánchez         | Hernán Ponce              | Carlos Abellán           |
| 2005 | José Luis Ruiz         | Unai Uribarri             | José Antonio Redondo     |
| 2006 | Javier Chacón          | José María Alcaraz        | Luis Enrique Puertas     |
| 2007 | Rafael Serrano         | Sergio Domínguez          | Héctor González          |
| 2008 | Arturo Mora            | Ángel Madrazo             | Lluís Mas                |
| 2009 | Aser Estévez           | Garikoitz Bravo           | Arturo Mora              |
| 2010 | Jesús Herrada          | Andrés Vigil              | Albert Torres            |
| 2011 | Mario González Salas   | Igor Merino               | Omar Fraile              |
| 2012 | Marcos Jurado          | Albert Torres             | Alberto Just             |
| 2013 | Alberto Just           | Marcos Jurado             | Mario González Salas     |
| 2014 | Óscar González Brea    | Juan Camacho              | Marc Soler               |
| 2015 | Diego Tirilonte        | Cristián Rodríguez        | Álvaro Trueba            |
| 2016 | Martín Bouzas          | Gonzalo Serrano           | Óscar González del Campo |
| 2017 | Jaime Castrillo        | Sergio Samitier           | Martín Bouzas            |
| 2018 | Martín Bouzas          | Roger Adrià               | Joan Bennassar           |
| 2019 | Xabier Mikel Azparren  | Martín Bouzas             | Joan Bennassar           |
| 2020 | Raúl García Pierna     | Jokin Murguialday         | Iván Cobo                |
| 2021 | Igor Arrieta           | Pablo García              | Enekoitz Azparren        |
| 2022 | Pablo Castrillo        | Pablo García              | Fernando Tercero         |
| 2023 | Unai Aznar             | Hugo Aznar                | Javier Ibáñez            |
| 2024 | Aitor Agirre           | Alberto Fernández Reviejo | Luis García              |
| 2025 | Adrián Fajardo         | Unai Ramos                | Iker Soriano             |

### Competiciones femeninas

#### Profesional
| Año  | Ganadora            | Segunda                  | Tercera                  |
| ---- | ------------------- | ------------------------ | ------------------------ |
| 1995 | Dori Ruano          | Nuria Florencio          | Izaskun Bengoa           |
| 1996 | Joane Somarriba     | Dori Ruano               | Izaskun Bengoa           |
| 1997 | Izaskun Bengoa      | Joane Somarriba          | Dori Ruano               |
| 1998 | Dori Ruano          | Izaskun Bengoa           | Marta Vilajosana         |
| 1999 | Dori Ruano          | Gema Pascual             | Marta Vilajosana         |
| 2000 | Dori Ruano          | Ruth Martínez            | Ruth Moll                |
| 2001 | Dori Ruano          | Gema Pascual             | Ruth Martínez            |
| 2002 | Eneritz Iturriaga   | Dori Ruano               | Marta Vilajosana         |
| 2003 | Dori Ruano          | Eneritz Iturriaga        | María Isabel Moreno      |
| 2004 | Dori Ruano          | Eneritz Iturriaga        | Mercedes Cagigas         |
| 2005 | Eneritz Iturriaga   | Dori Ruano               | María Isabel Moreno      |
| 2006 | Eneritz Iturriaga   | María Isabel Moreno      | Marta Vilajosana         |
| 2007 | María Isabel Moreno | Marta Vilajosana         | Gema Pascual             |
| 2008 | No se disputó       | No se disputó            | No se disputó            |
| 2009 | Débora Gálvez       | Gema Pascual             | Leire Olaberría          |
| 2010 | Leire Olaberría     | Rosa María Bravo         | Débora Gálvez            |
| 2011 | Eneritz Iturriaga   | Anna Sanchis             | Belén López              |
| 2012 | Anna Sanchis        | Mayalen Noriega          | Belén López              |
| 2013 | Anna Sanchis        | Leire Olaberría          | Belén López              |
| 2014 | Leire Olaberría     | Belén López              | Anna Ramírez             |
| 2015 | Anna Sanchis        | Sheyla Gutiérrez         | Leire Olaberría          |
| 2016 | Anna Sanchis        | Gloria Rodríguez Sánchez | Mavi García              |
| 2017 | Lourdes Oyarbide    | Mavi García              | Sheyla Gutiérrez         |
| 2018 | Mavi García         | Eider Merino             | Alicia González          |
| 2019 | Sheyla Gutiérrez    | Lourdes Oyarbide         | Gloria Rodríguez Sánchez |
| 2020 | Mavi García         | Sara Martín              | Sheyla Gutiérrez         |
| 2021 | Mavi García         | Sara Martín              | Lourdes Oyarbide         |
| 2022 | Mavi García         | Sheyla Gutiérrez         | Sandra Alonso            |
| 2023 | Mireia Benito       | Mavi García              | Sandra Alonso            |
| 2024 | Mireia Benito       | Sandra Alonso            | Mavi García              |
| 2025 | Mireia Benito       | Usoa Ostolaza            | Ariana Gilabert          |

#### Sub-23
| Año  | Ganador       | Segundo         | Tercero       |
| ---- | ------------- | --------------- | ------------- |
| 2019 | Iurani Blanco | Sara Martín     | María Banlles |
| 2024 | Paula Blasi   | Eneritz Vadillo | Nahia Imaz    |

## Estadísticas

### Más victorias
| Ciclista             | Victorias | Años                                |
| -------------------- | --------- | ----------------------------------- |
| Jonathan Castroviejo | 6         | 2013, 2015, 2017, 2018, 2019 y 2023 |
| Luis León Sánchez    | 4         | 2008, 2010, 2011 y 2012             |
| José Iván Gutiérrez  | 4         | 2000, 2004, 2005 y 2007             |
| Abraham Olano        | 2         | 1994 y 1998                         |
| Santos González      | 2         | 1999 y 2001                         |
| Ion Izagirre         | 2         | 2016 y 2021                         |

| Ciclista          | Victorias | Años                                      |
| ----------------- | --------- | ----------------------------------------- |
| Dori Ruano        | 7         | 1995, 1998, 1999, 2000, 2001, 2003 y 2004 |
| Eneritz Iturriaga | 4         | 2002, 2005, 2006 y 2011                   |
| Anna Sanchis      | 4         | 2012, 2013, 2015 y 2016                   |
| Mavi García       | 4         | 2018, 2020, 2021 y 2022                   |
| Mireia Benito     | 3         | 2023, 2024 y 2025                         |
| Leire Olaberría   | 2         | 2010 y 2014                               |